# Егорова, Федосья Ильинична
Федосья Ильинична Егорова (09.03.1909 — 1983) — звеньевая свиноводческого совхоза «Ручьи» Министерства мясной и молочной промышленности СССР во Всеволожскоме район Ленинградской области. Герой Социалистического Труда (03.11.1951).

## Биография
В Ленинградской области в многодетной крестьянской семье 9 марта 1909 года родилась Федосья Ильинична.
Спустя 27 лет переехала в город Ленинград. Там начала работать в должности рабочей в пригородном совхозе. В 1940 году стала звеньевой в том же совхозе, звено специализировалось на выращивании картофеля.
В годы Великой Отечественной войны и блокады Ленинграда звено Федосьи Ильиничной выращивало для нужд города картофель.
в 1947 году, несмотря на возникающие сложности с овощеводством, в том числе и с практически полном отсутствии механизации, звено Егоровой установило рекордное достижение по сбору картофеля, в результате чего Федосья Ильинична была награждена орденом Трудового Красного Знамени. В 1950 году за продолжающиеся успехи в выращивании и сборе картофеля ее наградили уже вторым орденом Трудового Красного Знамени.
Высокая культура земледелия, энтузиазм, трудолюбие и использование самых современных методов - все эти факторы позволили в 1950 году установить рекорд по сбору турнепса, так необходимого для развивающейся тогда новой отрасли животноводства, собрав с 3 гектар поля 1081 центнер репы.
3 ноября 1951 года Президиум Верховного Совета СССР своим указом за отличные показатели работы как в сфере овощеводства, так и в сфере животноводства, а также обеспечение поголовья скота в полной потребности всеми необходимыми  грубыми и сочными кормами, присвоил Егоровой Ф.И. звание Героя Социалистического Труда с вручением ордена Ленина и Золотой медали «Серп и Молот».
В возрасте 56 лет ушла на пенсию, но продолжала работу по воспитанию и обучению молодого поколения.
После выхода на пенсии проживала в Ленинграде, где и умерла в 1983 году.

## Политическая деятельность
- Была депутатом Всеволожского районного Совета[1].

## Награды
- Орден Ленина (03.11.1951)
- Орден Трудового Красного Знамени (17.04.1948)
- Орден Трудового Красного Знамени (21.09.1950)